# Walckenaeria stepposa
Espèce
Walckenaeria stepposa est une espèce d'araignées aranéomorphes de la famille des Linyphiidae.

## Distribution
Cette espèce est endémique du Kazakhstan-Occidental au Kazakhstan,. Elle se rencontre dans la steppe vers Janybek.

## Description
Le mâle holotype mesure 1,70 mm et la femelle paratype 2,13 mm.

## Étymologie
Son nom d'espèce lui a été donné en référence à son habitat, la steppe.

## Publication originale
- Tanasevitch & Piterkina, 2007 : Four new species of the spider family Linyphiidae (Aranei) from clay semidesert of western Kazakhstan. Arthropoda Selecta, vol. 16, p. 23-28 (texte intégral).